# Liên minh Quân chủ Lập hiến Đa nguyên Việt Nam
Liên minh Quân chủ Lập hiến Đa nguyên Việt Nam (VCML) là một tổ chức quân chủ và chống cộng ở hải ngoại tìm cách khôi phục lại ngai vàng cho nhà Nguyễn dưới chế độ quân chủ lập hiến, như ở Campuchia và Thái Lan. Quan điểm của VCML là Hoàng đế Bảo Đại mới là nhà cai trị hợp pháp cuối cùng của Việt Nam. Bảo Đại và các con của ông không ủng hộ tổ chức này hay các nguyện vọng chính trị của họ.

## Lịch sử
Tổ chức này do vị Chủ tịch đầu tiên là Nguyễn Phúc Bửu Chánh thành lập vào năm 1993, một thành viên của hoàng tộc Việt Nam đã bỏ nước ra đi vì lý do chính trị sau năm 1975.
Bảo Đại vẫn sống ở châu Âu cho đến khi ông qua đời vào ngày 30 tháng 7 năm 1997. Con trai ông là Hoàng Thái tử Bảo Long, cố tình không tham gia chính trị và sống lặng lẽ ở thủ đô Paris nước Pháp cho đến khi ông qua đời vào ngày 28 tháng 7 năm 2007. Hoàng tử Bảo Thăng, con trai của Bảo Đại, đã không ủng hộ Liên minh Quân chủ Lập hiến Đa nguyên Việt Nam cho đến lúc qua đời vào ngày 15 tháng 3 năm 2017. Chức danh Quốc trưởng hiện do Hoàng tử Nguyễn Phúc Bảo Ngọc đảm nhiệm.

## Chính trị
Liên minh Quân chủ Lập hiến Đa nguyên Việt Nam tin rằng "chỉ có chế độ quân chủ hạn chế của Hoàng triều nhà Nguyễn mới có thể thành công trong việc bảo tồn nền độc lập văn hóa của Việt Nam" và rằng "chỉ có một chính phủ đề cao chủ nghĩa dân tộc Việt Nam và tự do cá nhân mới có thể hoàn toàn thành công trong việc khôi phục quốc gia".
Tổ chức này đã nhiều lần tố cáo chính quyền cộng sản Việt Nam về các cáo buộc tham nhũng và vi phạm nhân quyền.